# Мохалес-Хук
Мохалесхук (сесото Mohale's Hoek) — административный центр района Мохалес-Хук в Лесото.

## История
Город назван в честь Мохале (младшего брата короля Мошвешве I), который управлял этими землями в 1830-х.

## Население
Население города — около 20 тысяч человек. 

### Религия
Город является центром католической епархии Мохалес-Хука.